# William Boyd
 Ikke at forveksle med Will Boyd.
William Boyd, (født 7. marts 1952) er en britisk forfatter.

## Biografi
Boyd blev født i Accra, Ghana, og voksede op i Ghana og Nigeria. Han gik i skole på Gordonstoun og siden på University of Nice, Frankrig, University of Glasgow, og afslutningsvis på Jesus College, Oxford.
Mellem 1980 og 1983 underviste han i engelsk på St Hilda's College i Oxford, samtidigt med at han skrev sin første roman, A Good Man in Africa som blev udgivet i 1981.
Han blev udnævnt til Commander of the British Empire i 2005.

### Romaner
- A Good Man in Africa, 1981 (En god mand i Afrika, dansk 1994)
- On the Yankee Station and Other Stories, 1981
- An Ice-Cream War, 1982 (Som sne i solen, dansk 1990)
- Stars and Bars, 1984 (Stars & bars, dansk 1985)
- The New Confessions, 1987 (Nye bekendelser, dansk 1988)
- Brazzaville Beach, 1990 (Brazzaville beach, dansk 1991)
- The Blue Afternoon, 1993 (En blå eftermiddag, dansk 1995)
- The Destiny of Nathalie 'X' and Other Stories, 1995
- Armadillo, 1998 (Bæltedyret, dansk 1999)
- Nat Tate: An American Artist 1928-1960, 1998
- Any Human Heart, 2002 (Mands hjerte, dansk 2003)
- Fascination (collection of short stories), 2004
- Restless, 2006 (Rastløs, dansk 2012)
- Ordinary Thunderstorms, 2009 (Under jorden, dansk 2010)
- Waiting for Sunrise, 2012 (Venter på solopgang, dansk 2014)
- Solo, 2013

### Faglitteratur
- Bamboo; Hamish Hamilton, 2005

### Teater
- Longing, 2013 (Baseret på to Anton Chekov historier)